# Strauzia vittigera
Strauzia vittigera är en tvåvingeart som först beskrevs av Friedrich Hermann Loew 1873.  Strauzia vittigera ingår i släktet Strauzia och familjen borrflugor. Inga underarter finns listade i Catalogue of Life.